# 荒川仁人
荒川 仁人（あらかわ にひと、1981年12月23日 - ）は、日本の元プロボクサー。東京都武蔵野市出身。第56代・第59代日本ライト級王者。第44代OPBF東洋太平洋ライト級王者。元WBOアジアパシフィックライト級王者。ワタナベボクシングジム所属。静岡県立下田南高等学校（現・静岡県立下田高等学校）南伊豆分校卒業。

## 来歴
東京都武蔵野市で生まれ、学生時代は静岡県南伊豆で暮らした。高校では創設まもない野球部でピッチャーおよびキャプテンを務めていたが、その当時WOWOW『エキサイトマッチ』で世界のトップボクサーを見てボクシングを志すようになった。高校卒業後19歳の時に、同級生の父親が会長を務める八王子中屋ボクシングジムでボクシングを始めた。アマチュア時代の戦績は4勝 (3RSC) 1敗。試合数は少ないが、全日本実業団選手権にライトウェルター級で出場し、優勝を収めている。
その後、プロに転向し、2004年2月10日、後楽園ホールで行われた山下真外とのプロデビュー戦で初回KO勝ちを収めた。

### 全日本新人王獲得
2005年11月3日、プロ8戦目で加藤善孝を判定で下して第62回東日本ライト級新人王を獲得し、12月18日には小出大貴からダウンを奪い、判定で第52回全日本ライト級新人王を獲得した。
2006年9月16日、加藤善孝との再戦に、76-77・77-77・76-78という0-2の僅差判定で初黒星を喫した。2008年9月20日、OPBF東洋太平洋ライト級王者のランディ・スイコ（フィリピン）に挑戦し、形勢は有利であったが引き分けに終わった。

### 日本王座獲得
2010年4月22日、近藤明広と対戦し、初回にはキャリア初のダウンを喫したが、的確なパンチを重ねて2-0の判定勝利で日本ライト級タイトルを獲得した。同年9月4日の初防衛戦では4位の大村光矢と対戦。2回に右フックでダウンを奪うと一方的に試合を進め、5回TKOで挑戦者を退けた。
2011年1月8日には中森宏との対戦で2回にダウンを奪われるが、3回に試合を立て直すと中盤からは終始優位に試合を運び、8回の連打で試合を止め、2度目の防衛に成功した。
荒川の所属する八王子中屋ジムは積極的にメキシコと交流しており、2011年5月にはサウル・アルバレスを抱えるメキシコ・グアダラハラのジュリアン・マグダレン・ジムで約2週間のトレーニングをした。そこでは当地の方式に従って到着の翌日からストレッチもなしにスパーリングを行い、また初めてロープワークの指導を受け、メキシカン独特のコンビネーションやパンチのアングルにじかに触れて技術面の修正をした。
同年6月13日には9位生田真敬と対戦し、4回に右フックからの連打でダウンを奪うと、さらにフックをまとめて、この回ストップ勝ちで3度目の防衛に成功した。この勝利により、東日本ボクシング協会から同年6月度月間賞の最優秀賞を受け、いずれもTKO勝利で3度防衛した日本ライト級タイトルを8月12日付で返上した。

### 東洋太平洋王座獲得
同年10月4日、空位のOPBF東洋太平洋ライト級タイトルを1位で無敗のジェイ・ソルミアノ（フィリピン）と争った。荒川は2回にはダウンを喫したが、3回から速いコンビネーションを見せ、試合はパワーのソルミアノとアグレッシブさで上回る荒川との一進一退の攻防となった。ソルミアノは毎回KOを狙ったが、荒川は技術的なボクシングで危険なパンチをかわし続け、最終的に連打で挽回に成功した荒川が2-1の判定勝ちで、新チャンピオンとなった。これまで頭脳的なスタイルが評価されてきた荒川だが、この試合では視界が塞がれてミスもあったものの、気迫のこもった攻撃を見せた。
2012年2月28日、東洋太平洋ライト級タイトルマッチ12回戦において前王者で世界ランカーの三垣龍次と対戦し3-0の判定勝利で東洋の初防衛に成功しアジアライト級のサバイバルレースを制した。この後、世界戦準備のためにロサンゼルスへ渡り、IBF世界ライト級王者ミゲル・バスケスらとの1か月あまりにわたるスパーリング合宿を行い、5月22日に帰国した。
2012年8月10日、WBC世界ランキング1位に昇格。同月13日、東洋太平洋ライト級タイトルマッチ12回戦において元日本王者で2度の世界戦を経験している現役最年長の嶋田雄大と対戦。8回に右フックで倒し2度目の防衛に成功した。

### メキシコでの挑戦者決定戦
2012年11月24日、メキシコシティで開催された興行 Gala Ring Telmex 2012 のメインカードで、WBC世界ライト級挑戦者決定戦12回戦に出場。練習ではメキシコを訪れていたものの日本国外での試合は自身初であった。同級1位として2位のダニエル・エストラーダ（メキシコ）と対戦したが、11回開始時にエストラーダの右目の腫れを理由として試合は止められ、荒川は0-3の10回終了負傷判定負けを宣告された。採点は92-98が2者と 91-99。この試合にはエストラーダの持つWBC世界ライト級シルバー王座も懸けられていた。リングサイドで観戦した日本人記者によれば、荒川はラウンドごとにエストラーダの顔面を打ち、重いパンチを何度も当てて試合を支配したが、その打撃はヘッドバットや肘打ちと裁定され、ストップの原因となったエストラーダの右目の腫れも5回に起きた偶然の肘打ちによるものと判断されていた。また、同じくリングサイドで取材していた日本人カメラマンによると、エストラーダの右目の腫れの原因は当初、5回に起こった偶然のバッティングによるものとされ、負傷していない方から減点するというWBCルールにより、荒川は1ポイントを失った。その直後、WBCとメキシコシティ・コミッションによる映像確認の結果、ヒッティングによるものと変更されて減点は取り消された。荒川のパンチによる腫れと変更されたことでTKO負けの危機感を覚えたエストラーダ陣営がコミッションや立会人に再度の映像確認を要求し、7回終了後のインターバルは通常の1分を大幅に超えることになった。この時点では、ヒッティングの裁定のまま試合は進行したが、試合が止められた後で荒川の肘が偶然当たったことによるものと再度変更され、改めて1ポイントの減点が荒川に課された。荒川は当初から「倒さないと勝てない」と覚悟を決め、試合が止められた時も攻勢をかけた直後だった。荒川陣営は荒川のパンチによるTKO勝ちを主張して猛抗議したが、レフェリーは受け入れなかった。
メキシコのウェブサイト BoxNoticias.net の記事はエストラーダの優位に疑いの余地はなかったとしながらも、物議を醸す判定として経過を伝えている。この記事によれば、エストラーダの右目の腫れにより、リングドクターは8回に試合の続行を認めなかったが、レフェリーはドクターを無視して試合を続けさせた。しかしさらに2ラウンドを経て試合を止め、日本人と観衆の妥当な抗議を受けた。同記事は直接再戦をしてその勝者を挑戦者とするべきだとしている。現地紙 El Siglo de Torreón のウェブサイトでもこの一方的な負傷判定決着が物議を醸したことが記され、同じく現地紙の ESTO のウェブサイトでは、エストラーダの負傷判定勝ちがブーイングを浴びたことが報告されている。また、同国の総合誌 Contenido のウェブサイトでは、試合の勝者は間違いなく荒川であったと断じ、エストラーダを勝たせた判定は大きなブーイングに包まれ、第4回を数えて概ね成功を収めたこの興行を台無しにしたとしている（興行のベースとなっているテルメックス財団のプロジェクトの詳細についてはテルメックス#リングテルメックス (RING TELMEX) を参照）。
WBCは、ドクターが試合を止めた後に荒川がTKO勝利していなければならなかったとする荒川陣営の正式な抗議を受け、翌25日に、検討委員会が映像を分析して決断を下すとの声明を発表した。その後エストラーダは判定の正当性を訴えたが、荒川陣営は12月2日から開催されるWBC総会でも、試合の見直しを求めることを決めた。荒川の所属ジムによれば、試合のレフェリングはWBCの立会人の発言に左右されていたが、それによってエストラーダの腫れの原因や荒川の減点の有無が再三変更されていたことは試合会場で公表されず、荒川の戦略を展開に応じて修正する上で重大な支障を来していた。総会で荒川陣営は、この試合を無効試合とすることを求めたが受け入れられず、判定が覆ることもなかった。代わりにWBCは両者の再戦を指示し、中立地での開催を促す意向を示した。

#### 不可解裁定の結末
2013年2月7日、荒川の所属する八王子中屋ジムはWBCからの再戦指令を受け、WBC総会以降のエストラーダ側との交渉結果をウェブページ上で発表した。これによるとエストラーダ陣営は荒川との再戦指令を拒否、世界挑戦者再決定戦はエストラーダ側の意向により中止となった。その後WBCは、エストラーダ戦後に一時世界ランキング2位に降格していた荒川のランクを再び世界1位に戻している。このランク移動に対する質問を受けてTwitter上ではWBC公式アカウントが、この試合の判定が論争を巻き起こしたこと、WBCは再戦を要求したことなどを説明し、さらに「これは全ての試合役員が見るべき試合だ」としている。

### 世界王座挑戦へ
2013年3月7日、世界挑戦準備のため、2度防衛したOPBF東洋太平洋ライト級タイトルを返上した。同月15日、JBC（日本ボクシングコミッション）が翌月に加盟を控えていたWBOで世界ライト級6位にランク入りした。
2013年5月4日、世界タイトル前哨戦と銘打たれた62kg契約10回戦でパクプーム・オーベンジャマッド（タイ）と対戦。2回に左ストレートでKO勝利を収め、前年の不可解裁定からの再起戦を飾った。

### 米国での世界王座初挑戦
2013年7月27日、アメリカ合衆国テキサス州サンアントニオのAT&Tセンターにて、WBC世界ライト級3位のオマール・フィゲロア（米国）と、WBC世界ライト級暫定王座決定戦を戦った。この暫定王座は、エイドリアン・ブローナーのWBA世界ウェルター級王座挑戦に伴って設置されていた。試合は2回にダウンを奪われ、驚異的な粘りを見せたが12回0-3（108-118×2、107-119）の判定負けとなり王座獲得に失敗した。
この試合はゴールデンボーイ・プロモーションズの主催する『ノックアウト・キングス II』と銘打たれた興行のセミファイナルで行われ、米国ではショウタイムのボクシング中継番組『チャンピオンシップ・ボクシング』が中継、日本ではWOWOW『エキサイトマッチ』が放送した。前述のようにWOWOW『エキサイトマッチ』は荒川がボクシングを志すきっかけとなった番組である。またショウタイムの中継番組に登場することについては、試合前に「自分がどう戦うかで、日本人ボクサーの評価も変わってくる。スーパースターが通った道の入り口に、自分がいると思うとうれしい」と意気込みを語っていた。

#### 現地メディア等の反応
米国のメディアはこぞって荒川のファイティングスピリットを絶賛。この試合を年間最高試合候補、第3ラウンドを年間最高ラウンド候補とし、WBC会長のホセ・スライマンおよび同団体は公式ウェブサイトなどで、この試合はこれまでのところ間違いなく2013年の年間最高試合であるとコメントした。
『リング』誌の公式ウェブサイトRingTV.comのダグラス・フィッシャーは読者とのやりとりの中で次のように発言している。
荒川はファイティングスピリットの権化だった。フィゲロアに対してラウンドごとに100近い手数を出し続ける荒川の大胆な戦いぶりを観ていると、我々の多くはジェットコースターのように感情を揺さぶられた。我々は楽しみ、それから彼の健康を心配し、さらにはその不屈の精神に畏敬の念を覚え、最終的にはファイティングスピリットのために全てをなげうつかのような彼の姿に謙虚な気持ちになった。荒川を主人公にしたボクシングアニメのシリーズ、あるいは少なくとも漫画本が製作されるべきだ。私はそれを見たい。
この試合は多くのウェブサイトで年間最高試合・年間最高ラウンドの最終選考に残ったが、変わったものとして、MaxBoxing.comの記者スティーブ・キムは、荒川が厳しい試合の中でも一晩中フィゲロアを追い詰めたとして、その「勇気に対して」との注釈つきで荒川にパープルハート章を贈っている。
この後、荒川はWBC世界ライト級3位にとどまった。正規王者のブローナーは6月にWBAでウェルター級王座も獲得していたが、ライト級王座の指名試合の期限を2度過ぎたまま両王座を保持しており、12月に予定されていたウェルター級王座の防衛戦を待って、いずれの王座を保持するか決めたいとWBCに要請していた。2013年11月のWBC総会では、1位に上がっていたダニエル・エストラーダをブローナーの次期指名挑戦者とし、その次の指名挑戦者の座を2位のデニス・シャフィコフ（ロシア）と3位の荒川で争うことが確認されていたが、シャフィコフはIBF世界ライト級王座に挑戦することが決まり、WBCのランクを外れた。ブローナーはウェルター級王座の防衛に失敗した。

### 米国での挑戦者決定戦
再びWBC世界ライト級2位に浮上した荒川は、2014年3月8日にMGMグランド・ガーデンアリーナで行われるゴールデンボーイ・プロモーションズ主催興行で、サウル・アルバレス対アルフレド・アングロ戦のアンダーカードとして、正規王者に昇格していたオマール・フィゲロアへの挑戦権を懸けてホルヘ・リナレスとWBC世界ライト級挑戦者決定戦を行った。この試合は、同じ興行に登場することになっていたフィゲロアの負傷による脱落もあり、ショウタイムのPPV（ペイ・パー・ビュー）で中継された。荒川は3回から調子を上げ、4回の左ボディでリナレスのガードが下がる場面もあった。5回以降は左アッパーを受けたものの怯まずに打ち返し、最終回は打ち合いを仕掛けたが、結果は大差の判定負けとなった。

### 連敗後の再起戦
2014年7月23日、4年前日本ライト級王座を獲得した時の対戦相手である近藤明広とライト級10回戦で再起戦を行い、3-0の判定勝ちを収め再起を果たした。

### 加藤善孝とのラバーマッチ
2014年12月6日、WBC世界ライト級6位として日本ライト級王者加藤善孝と8年ぶりに対戦し、0-3（94-97、94-97、95-96）の判定負けを喫した。
2014年12月18日、WBCは荒川をWBC世界ライト級22位にランクインした。
2015年3月6日、WBCは荒川を2015年3月度のWBC世界ライト級ランキングから除外された。

### ワタナベジムへの移籍
2015年4月4日、八王子中屋ジムからワタナベボクシングジムに移籍した。
2015年6月8日、「ダイヤモンドグローブ&DANGAN130」のメインイベントで日本スーパーフェザー級王者内藤律樹とライト級10回戦を行い、10回0-3（94-97、93-97、92-98）の判定負けを喫した。
2015年11月2日、「最強後楽園ミリオンマッチ」で日本ライト級1位杉崎由夜（角海老宝石）と対戦し、8回3-0（78-76、78-75、79-73）の判定勝ちを収め日本ライト級王座への挑戦権を獲得すると共に最強後楽園の技能賞を獲得した。
2016年4月16日、島津アリーナ京都で日本ライト級王者徳永幸大と対戦し、10回3-0（96-94、95-93、96-92）の判定勝ちを収め4年8ヵ月ぶりに日本王座に返り咲いた。
2016年4月21日、JBCは荒川を日本ライト級王者としてランクインした。
2016年9月24日、後楽園ホールで行われた「DANGAN166」で日本ライト級4位の塚田祐介（吉祥寺鉄拳8）と対戦し、6回2分14秒TKO勝ちを収め日本王座の初防衛に成功した。
2016年10月11日、東日本ボクシング協会月間賞選考委員会は荒川を2016年9月度の月間MVPに選出した。
2016年11月10日、WBOアジア太平洋ライト級王座に挑戦する為に日本ライト級王座を返上した。

### WBOアジア太平洋王座獲得
2017年1月31日、後楽園ホールで行われた「DANGAN175」でアンソニー・サバルデとWBOアジア太平洋ライト級王座決定戦を行い、12回3-0（115-113×2、116-112）の判定勝ちを収め王座獲得に成功した。
2017年2月13日、東日本ボクシング協会の月間賞選考委員会は荒川を2017年1月度の月間敢闘賞に選出した。
2017年3月18日、WBOは荒川をWBO世界ライト級8位にランクインした。
2017年7月11日、後楽園ホールで行われた「DANGAN187」でマルボン・ボディオンガンと対戦し、6回1分18秒TKO勝ちを収め初防衛に成功した。
2017年7月17日、WBOは荒川をWBO世界ライト級5位にランクインした。
2017年12月2日、後楽園ホールで行われた「第568回ダイナミックグローブ」でアドニス・アゲロと62.5キロ10回戦で対戦し、12回3-0（97-93×2、98-93）の判定勝ちを収めた。
2018年5月20日、大田区総合体育館でリマール・メツダと対戦し、12回1-0（114-114×2、116-112）のドローで2度目の防衛に成功した
2019年1月26日、WBOアジア太平洋ライト級王座返上後、シンマナサックスタジアムでトードサックシナムと対戦(63.5kg契約ウエイト)し、8回3-0の判定勝ち
2019年4月20日、ウクライナキエフのキエフスポーツ宮殿でWBOインターナショナルライト級王者のデニス・ベリンチクとタイトルマッチを行い、12回0-3で判定負けを喫し、王座を獲得することは出来なかった。
2019年9月30日、JBCに引退届を提出し、現役を引退した。

## スタイル
ニックネームはベビーフェイス・スナイパー（童顔の狙撃手、童顔のスナイパー）。温和な顔立ちながら、精確で致命的なパンチで相手を仕留めることからこのニックネームがついた。しかし、2013年7月のオマール・フィゲロア戦以降、米国メディアは荒川を「ジャパニーズ・ロッキー」と呼ぶようになった。
荒川は本来、ジャブから丹念に試合を組み立てるテクニカルなサウスポーで、ランディ・スイコ戦での引き分け以降は駆け引きを楽しみながら理詰めのボクシングを展開している。しかし、時としてフィゲロア戦のような激戦を展開することがある。荒川自身は、フィゲロア戦に至るまでのキャリアの中で、2011年10月のジェイ・ソルミアノ戦が最も厳しい試合だったと語っているが、フィゲロア戦ではフルラウンドの打ち合いを演じて開催地・米国の観客を沸かせ、中継局のショウタイムの実況マウロ・ラナーロが荒川のパフォーマンスを「武士道」と表現。RingTV.comでは2013年に米国で最も名を上げた外国人ボクサーとされた。

## 戦績
- アマチュアボクシング：5戦4勝（3RSC）1敗[10]
- プロボクシング：41戦32勝（18KO）7敗2分

| 戦           | 日付           | 勝敗 | 時間     | 内容        | 対戦相手                         | 国籍                  | 備考                                                                |
| ------------ | -------------- | ---- | -------- | ----------- | -------------------------------- | --------------------- | ------------------------------------------------------------------- |
| 1            | 2004年2月10日  | ☆    | 1R 2:21  | KO          | 山下真外                         | 日本 （角海老宝石）   | プロデビュー戦                                                      |
| 2            | 2004年5月5日   | ☆    | 2R 1:01  | TKO         | 中沢勇輝                         | 日本 （ヨネクラ）     |                                                                     |
| 3            | 2004年10月30日 | ☆    | 4R       | 判定3-0     | 前田拓馬                         | 日本 （京葉）         |                                                                     |
| 4            | 2005年3月29日  | ☆    | 2R 2:28  | KO          | 濱邊哉壮                         | 日本 （シャイアン）   |                                                                     |
| 5            | 2005年5月27日  | ☆    | 1R 2:32  | TKO         | 長崎大之                         | 日本 （三迫）         |                                                                     |
| 6            | 2005年8月18日  | ☆    | 4R       | 判定3-0     | 山内基功                         | 日本 （松戸平沼）     |                                                                     |
| 7            | 2005年9月28日  | ☆    | 4R 1:49  | KO          | 竹内俊介                         | 日本 （新田）         |                                                                     |
| 8            | 2005年11月3日  | ☆    | 6R       | 判定2-1     | 加藤善孝                         | 日本 （角海老宝石）   | 東日本ライト級新人王決勝戦                                          |
| 9            | 2005年12月18日 | ☆    | 6R       | 判定2-0     | 小出大貴                         | 日本 （緑）           | 全日本ライト級新人王決定戦                                          |
| 10           | 2006年4月26日  | ☆    | 3R 2:11  | KO          | 酒井義信                         | 日本 （鎌ヶ谷）       |                                                                     |
| 11           | 2006年9月16日  | ★    | 8R       | 判定0-2     | 加藤善孝                         | 日本 （角海老宝石）   |                                                                     |
| 12           | 2007年4月21日  | ☆    | 8R 2:11  | TKO         | 遠藤智也                         | 日本 （ドリーム）     |                                                                     |
| 13           | 2007年11月14日 | ☆    | 1R 1:51  | KO          | ラモナ・プルバ                   | インドネシア          |                                                                     |
| 14           | 2008年6月1日   | ☆    | 5R 0:05  | TKO         | ジャメッド・ジャラランテ         | インドネシア          |                                                                     |
| 15           | 2008年9月20日  | △    | 12R      | 判定0-1     | ランディ・スイコ                 | フィリピン            | OPBF東洋太平洋ライト級タイトルマッチ                                |
| 16           | 2009年1月24日  | ☆    | 6R 2:25  | TKO         | 鎧塚真也                         | 日本 （協栄）         |                                                                     |
| 17           | 2009年5月5日   | ☆    | 5R 1:40  | KO          | ペッチバンプラン・サクチャトリー | タイ                  |                                                                     |
| 18           | 2009年11月21日 | ☆    | 8R       | 判定3-0     | 西原竜二                         | 日本 （フジタ）       |                                                                     |
| 19           | 2010年4月22日  | ☆    | 10R      | 判定2-0     | 近藤明広                         | 日本 （日東）         | 日本ライト級タイトルマッチ                                          |
| 20           | 2010年9月4日   | ☆    | 5R 0:54  | TKO         | 大村光矢                         | 日本 （三迫）         | 日本王座防衛1                                                       |
| 21           | 2011年1月8日   | ☆    | 8R 0:55  | TKO         | 中森宏                           | 日本 （平仲）         | 日本王座防衛2                                                       |
| 22           | 2011年6月13日  | ☆    | 4R 2:04  | TKO         | 生田真敬                         | 日本 （ワタナベ）     | 日本王座防衛3                                                       |
| 23           | 2011年10月4日  | ☆    | 12R      | 判定2-1     | ジェイ・ソルミアノ               | フィリピン            | OPBF東洋太平洋ライト級王座決定戦                                    |
| 24           | 2012年2月28日  | ☆    | 12R      | 判定3-0     | 三垣龍次                         | 日本 （M.T）          | OPBF防衛1                                                           |
| 25           | 2012年8月13日  | ☆    | 8R 2:59  | TKO         | 嶋田雄大                         | 日本 （ヨネクラ）     | OPBF防衛2                                                           |
| 26           | 2012年11月24日 | ★    | 10R 終了 | 負傷判定0-3 | ダニエル・エストラーダ           | メキシコ              | WBC世界ライト級挑戦者決定戦 WBCシルバー・世界ライト級タイトルマッチ |
| 27           | 2013年5月4日   | ☆    | 2R 0:29  | KO          | パクプーム・オーベンジャマッド   | タイ                  |                                                                     |
| 28           | 2013年7月27日  | ★    | 12R      | 判定0-3     | オマール・フィゲロア             | アメリカ合衆国        | WBC世界ライト級暫定王座決定戦                                       |
| 29           | 2014年3月8日   | ★    | 10R      | 判定0-3     | ホルヘ・リナレス                 | ベネズエラ （帝拳）   | WBC世界ライト級挑戦者決定戦                                         |
| 30           | 2014年7月23日  | ☆    | 10R      | 判定3-0     | 近藤明広                         | 日本 （一力）         |                                                                     |
| 31           | 2014年12月6日  | ★    | 10R      | 判定0-3     | 加藤善孝                         | 日本 （角海老宝石）   |                                                                     |
| 32           | 2015年6月8日   | ★    | 10R      | 判定0-3     | 内藤律樹                         | 日本 （E&Jカシアス）  |                                                                     |
| 33           | 2015年11月2日  | ☆    | 8R       | 判定3-0     | 杉崎由夜                         | 日本 （角海老宝石）   |                                                                     |
| 34           | 2016年4月16日  | ☆    | 10R      | 判定3-0     | 徳永幸大                         | 日本 （WOZ）          | 日本ライト級タイトルマッチ                                          |
| 35           | 2016年9月24日  | ☆    | 6R 2:14  | TKO         | 塚田祐介                         | 日本 （吉祥寺鉄拳８） | 日本王座防衛1                                                       |
| 36           | 2017年1月31日  | ☆    | 12R      | 判定3-0     | アンソニー・サバルデ             | フィリピン            | WBOアジア太平洋ライト級王座決定戦                                   |
| 37           | 2017年7月11日  | ☆    | 6R 1:18  | TKO         | マルボン・ボディオンガン         | フィリピン            | WBOアジア太平洋防衛1                                                |
| 38           | 2017年12月2日  | ☆    | 10R      | 判定3-0     | アドニス・アゲロ                 | フィリピン            |                                                                     |
| 39           | 2018年5月20日  | △    | 12R      | 判定1-0     | リマール・メツダ                 | フィリピン            | WBOアジア太平洋防衛2                                                |
| 40           | 2019年1月26日  | ☆    | 8R       | 判定3-0     | トードサック・シナム             | タイ                  |                                                                     |
| 41           | 2019年4月20日  | ★    | 12R      | 判定0-3     | デニス・ベリンチク               | ウクライナ            | WBOインターナショナルライト級タイトルマッチ                         |
| テンプレート |                |      |          |             |                                  |                       |                                                                     |

## 獲得タイトル
アマチュア獲得タイトル
- アマチュアデビュー戦 - 大田区民大会で優勝[100]
- 2003年5月5日 - 全日本実業団選手権 ライトウェルター級優勝[9]

プロ獲得タイトル
- 第62回東日本ライト級新人王獲得
- 第52回全日本ライト級新人王獲得
- 第56代日本ライト級王座（防衛3=返上）
- 第44代OPBF東洋太平洋ライト級王座（防衛2=返上）
- 最強後楽園ミリオンマッチライト級優勝
- 第59代日本ライト級王座（防衛1）
- 東日本ボクシング協会 2016年9月度月間MVP
- WBOアジア太平洋ライト級王座（防衛2=返上）

### 映像資料
1. ↑  Omar Figueroa vs. Nihito Arakawa - Round 3 - SHOWTIME CHAMPIONSHIP BOXING (荒川対フィゲロア戦・3回全容). ショウタイム公式YouTubeチャンネル. 1 August 2013. 2013年8月3日閲覧。
2. ↑  Countdown Live: Canelo vs. Angulo - SHOWTIME Boxing (オマール・フィゲロア戦ハイライト). ショウタイム公式YouTubeチャンネル. 8 March 2014.  該当時間: 15' 30"–17' 50". 2014年5月17日閲覧。